# La Palma Sola
La Palma Sola är en ort i Mexiko.   Den ligger i kommunen Aquila och delstaten Michoacán de Ocampo, i den södra delen av landet, 500 km väster om huvudstaden Mexico City. La Palma Sola ligger 17 meter över havet och antalet invånare är 118.
Terrängen runt La Palma Sola är platt söderut, men åt nordost är den kuperad. Havet är nära La Palma Sola åt sydväst. Runt La Palma Sola är det glesbefolkat, med 8 invånare per kvadratkilometer. Närmaste större samhälle är El Faro de Bucerías, 1,5 km söder om La Palma Sola. I omgivningarna runt La Palma Sola växer i huvudsak lövfällande lövskog.